# Marschnerstraße 24

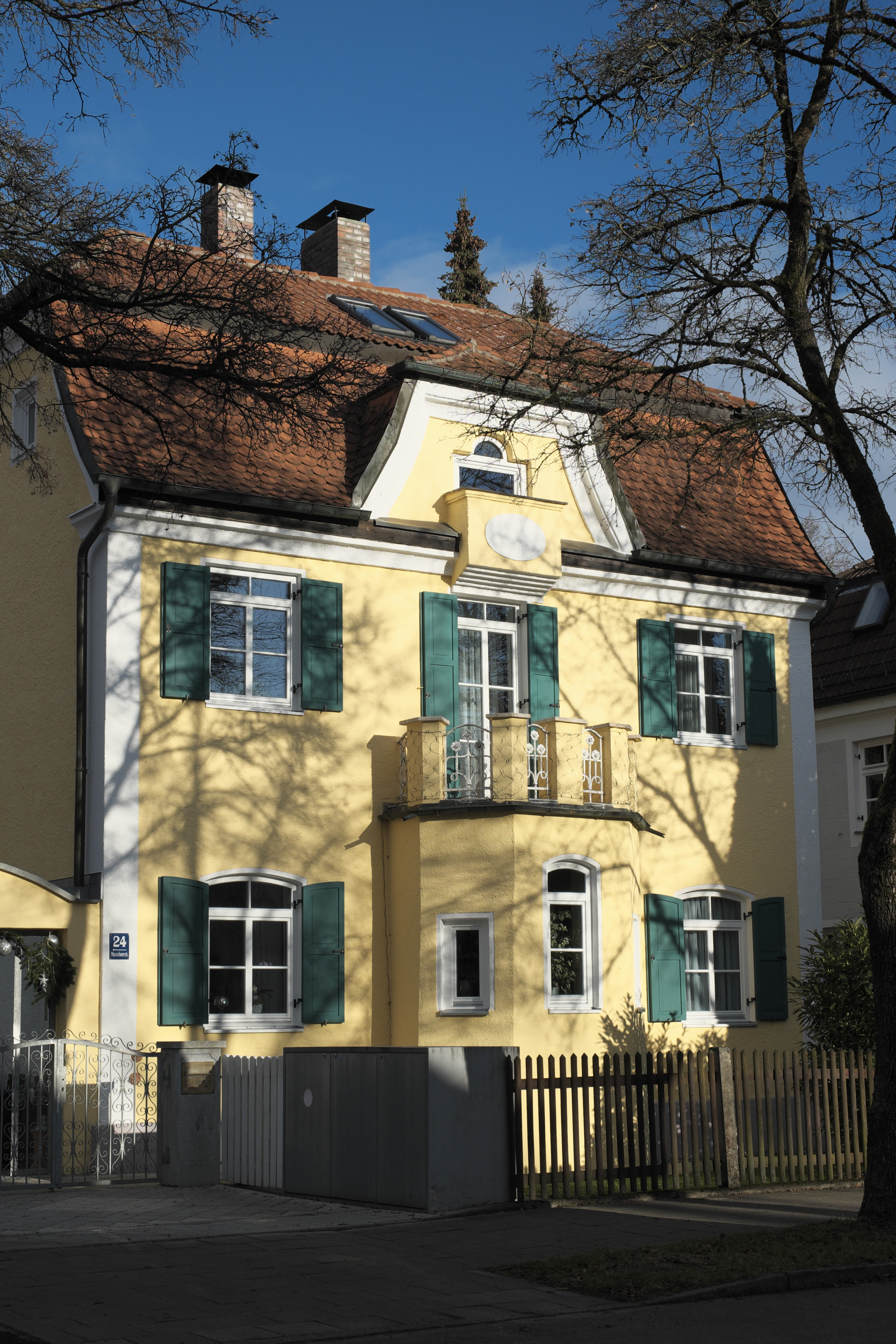
Haus Marschnerstraße 24 in Pasing

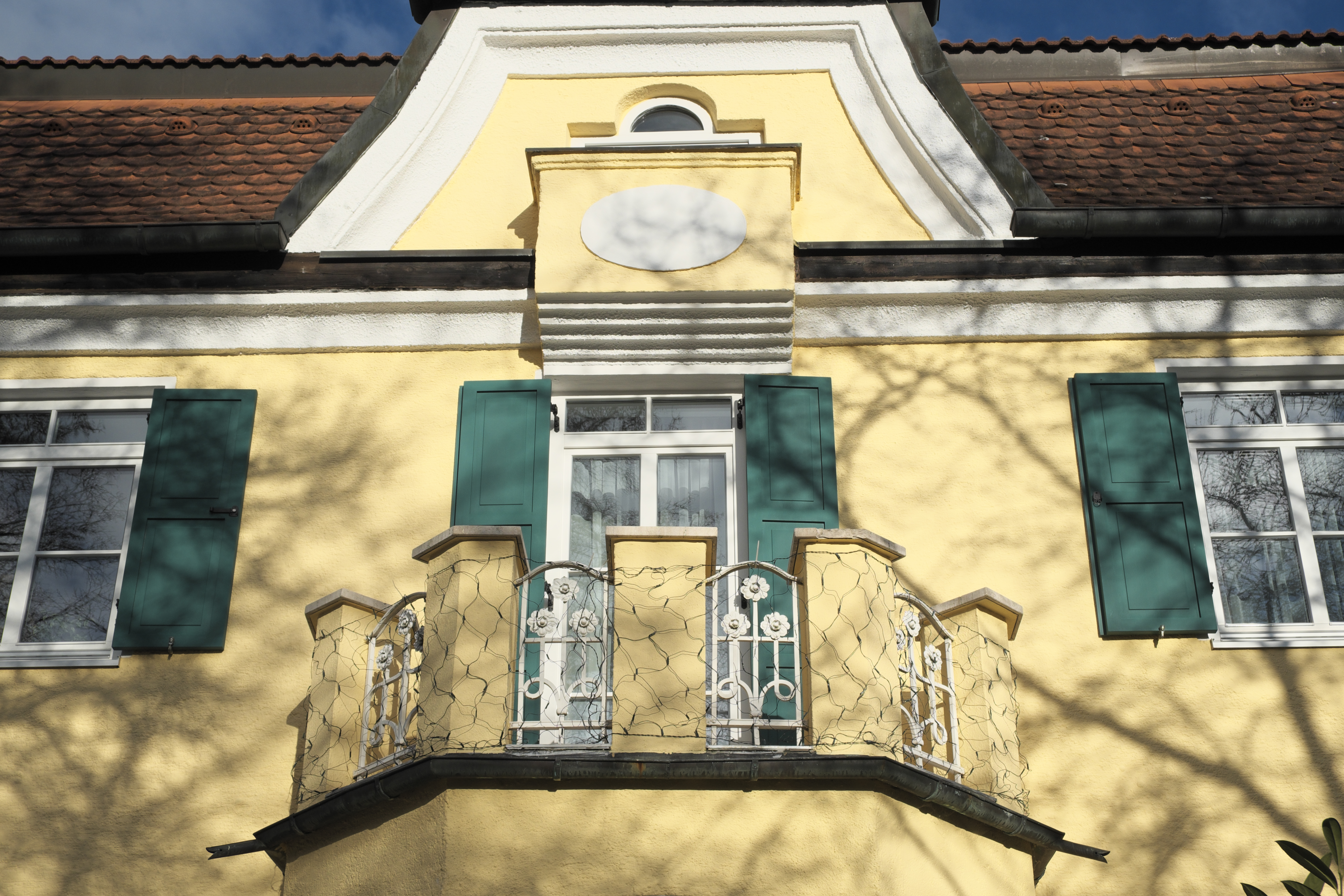
Altan

Das Wohnhaus Marschnerstraße 24 im Stadtteil Pasing der bayerischen Landeshauptstadt München wurde 1902 errichtet. Die Villa an der Marschnerstraße, die zur Villenkolonie Pasing II gehört, ist ein geschütztes Baudenkmal.
Das Wohnhaus wurde von Otto Numberger erbaut. Der traufseitige Bau mit Mansardhalbwalmdach und betonter Mittelachse wurde bei Renovierungen vereinfacht. Zuvor besaß er Flachlisenen und Stuckbänder. Im Jahr 1989 erfolgte ein rückwärtiger Anbau.
Der Altan besitzt ein schmiedeeisernes Gitter der Erbauungszeit mit Jugendstil-Anklängen.